# Ubisoft Kyiv
 (octobre 2019).
Si vous disposez d'ouvrages ou d'articles de référence ou si vous connaissez des sites web de qualité traitant du thème abordé ici, merci de compléter l'article en donnant les références utiles à sa vérifiabilité et en les liant à la section « Notes et références ».
Ubisoft Kyiv (anciennement Ubisoft Kiev) est un studio ukrainien de développement de jeux vidéo fondé en 2008 et situé à Kiev.
Le studio se charge principalement de portages sur PC et OS X des jeux développés dans les filiales d'Ubisoft.

## Jeux développés
| Titres                                   | Année | Plates-formes |
| ---------------------------------------- | ----- | ------------- |
| Assassin's Creed II                      | 2009  | OS X / PC     |
| Tom Clancy's H.A.W.X                     | 2009  | PC            |
| Assassin's Creed Brotherhood             | 2010  | OS X / PC     |
| Assassin's Creed Revelations             | 2011  | PC            |
| Driver: San Francisco                    | 2011  | PC            |
| From Dust                                | 2011  | PC            |
| Tom Clancy's Splinter Cell: Conviction   | 2011  | OS X / PC     |
| Tom Clancy's Ghost Recon: Future Soldier | 2012  | PC            |
| Assassin's Creed III                     | 2012  | PC            |
| Assassin's Creed IV Black Flag           | 2013  | PC            |
| Trials Fusion                            | 2014  | PC            |
| Far Cry 4                                | 2014  | PC            |
| Assassin's Creed Unity                   | 2014  | PC            |
| Assassin's Creed Rogue                   | 2015  | PC            |
| Assassin's Creed Syndicate               | 2015  | PC            |
| Tom Clancy's Rainbow Six: Siege          | 2015  | PC            |
| Far Cry Primal                           | 2016  | PC            |
| Trials of the Blood Dragon               | 2016  | PC            |
| Watch Dogs 2                             | 2016  | PC            |
| Steep                                    | 2016  | PC            |